# Hartford
Hartford è una città degli Stati Uniti, capoluogo dell'omonima contea e capitale del Connecticut.
È situata sul fiume Connecticut al centro dello Stato. Al censimento del 2014 la popolazione era di 124 893 abitanti facendo di Hartford la seconda città per popolazione dello Stato dopo Bridgeport. L'area metropolitana di Greater Hartford con 1 184 564 abitanti è la 44ª area metropolitana americana.

## Storia
I primi abitanti dell'area di Hartford furono indiani che chiamarono il luogo Suckiaug. Nel 1623 i commercianti di pellicce olandesi della colonia di New Netherland iniziarono un commercio nell'area a seguito delle esplorazioni di Adriaen Block nel 1614. Gli olandesi chiamarono il loro emporio commerciale Huys de Hoop (Casa della speranza). Nel 1633 Jacob van Curler costruì un'altra abitazione ed una palizzata e la colonia di New Amsterdam vi inviò una piccola guarnigione e due cannoni. Il forte venne abbandonato nel 1654 ma l'area è ancora chiamata Dutch Point.
I primi 100 coloni inglesi con 130 capi di bestiame arrivarono nel 1635 guidati da Thomas Hooker provenienti da Newtown (l'odierna Cambridge nella colonia della Baia di Massachusetts) e si insidiarono poco a nord del forte olandese. L'insediamento venne inizialmente chiamato Newtown ma fu rinominato Hartford nel 1637 in onore della città inglese di Hertford. La nuova colonia era fuori della giurisdizione della colonia della Baia di Massachusetts e per risolvere i problemi amministrativi che derivavano da tale situazione Thomas Hooker scrisse le Fundamental Orders of Connecticut che attribuivano il potere al popolo e non ad un'autorità superiore. Alcuni storici ritengono che alcuni dei concetti esposti da Hooker siano stati i precursori della costituzione degli Stati Uniti. Le Fundamental Orders furono ratificate il 14 gennaio del 1639.
Nel 1650 fu steso ad Hartford un Trattato, dettato dalle sempre crescenti tensioni tra coloni inglesi e olandesi, che fissava il limite invalicabile dell'espansione di questi ultimi al Connecticut. L'iniziativa venne dai governatori del New England nel tentativo di arginare l'afflusso di coloni dai possedimenti inglesi al Fort Amsterdam (Nuova Amsterdam) e fu firmato dal direttore generale (governatore) Willem Kieft.
Il 15 dicembre del 1814 si tenne ad Hartford una convenzione con delegazioni dai 5 stati del New England (Il Maine a quel tempo faceva ancora parte del Massachusetts) per discutere la possibile secessione del New England dagli Stati Uniti.
Nel corso dell'Ottocento Hartford è stata un centro dell'attività abolizionista. La famiglia abolizionista più famosa fu quella dei Beechers. Il reverendo Lyman Beecher era un importante ministro della chiesa congregazionalista conosciuto per i suoi sermoni contro la schiavitù. La figlia Harriet Beecher Stowe scrisse il famoso romanzo La capanna dello zio Tom mentre il fratello, il reverendo Henry Ward Beecher si oppose alla schiavitù e sostenne il movimento per la temperanza e il suffragio femminile. La sorella di Harriet, Isabella Beecher Hooker fu una delle fondatrici del movimento per i diritti delle donne.
Nel 1860 ad Hartford si tenne la prima manifestazione “Wide Awakes” a sostegno di Abraham Lincoln. I partecipanti organizzarono fiaccolate ed altre manifestazioni di sostegno per la visita in città di Lincoln. Il 6 luglio del 1944 Hartford fu colpita da uno dei peggiori incendi della storia degli Stati Uniti quando un incendio divampò al circo Ringling Brothers and Barnum and Bailey Circus.
Dopo la seconda guerra mondiale molti portoricani emigrarono ad Hartford e costituiscono ancora oggi una quota importante della popolazione. Nel 1997 la città ha perso la sua squadra professionistica di hockey su ghiaccio degli Hartford Whalers che si è trasferita a Raleigh nella Carolina del Nord nonostante un aumento degli abbonamenti per il campionato National Hockey League e l'offerta dello Stato di una nuova arena.
Hartford ha avuto una diminuzione di popolazione nel corso degli anni novanta. Solo Flint (Michigan), Gary (Indiana), St. Louis e Baltimora hanno avuto una perdita di popolazione maggiore nello stesso decennio. Il censimento del 2000 ha tuttavia registrato un incremento di popolazione.

## Università

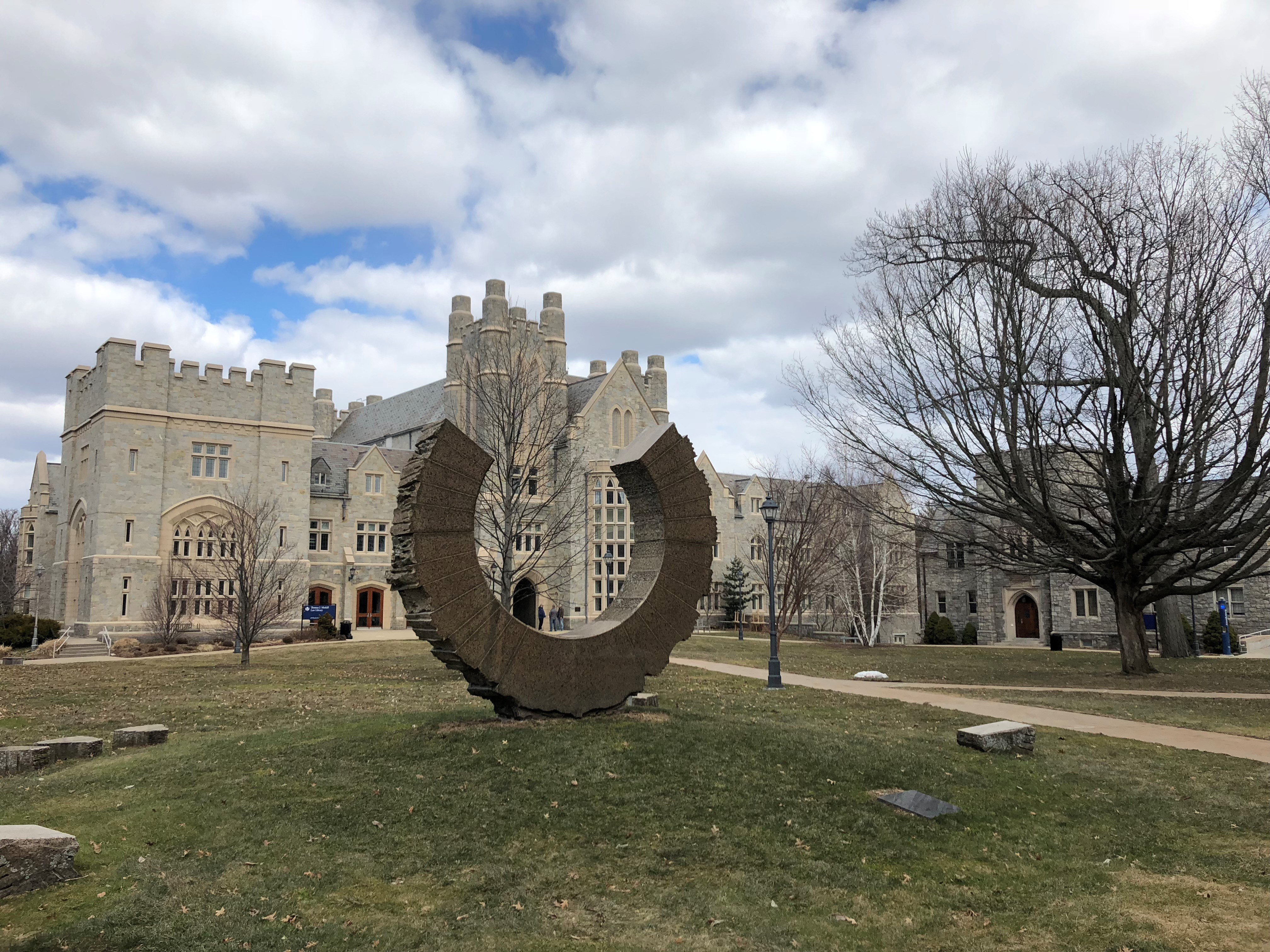
University of Connecticut School of Law

Hartford ospita diverse istituzioni di studi avanzati ed universitarie: il conservatorio di Hartford, la Hartt School of Music, il Trinity College, l'Università di Hartford, le Facoltà di Legge e di Economia dell'Università del Connecticut oltre ad un campus distaccato del Rensselaer Polytechnic Institute.

## Infrastrutture e trasporti
La città è servita dall'Aeroporto Internazionale di Bradley. Si trova a 12 miglia (19 km) a sud di Springfield (Massachusetts) e 12 miglia a nord di Hartford.

## Curiosità
Ad Hartford è ambientata la serie televisiva Giudice Amy. Inoltre, nella cittadina immaginaria di Stars Hollow, vicino ad Hartford, è ambientata la serie televisiva Una mamma per amica.
È inoltre presente l'autostrada utilizzata nell'artwork della copertina dell'album OK Computer dei Radiohead. 

## Amministrazione

### Gemellaggi
- Salonicco, dal 1962
- Bydgoszcz
- Floridia